# ヒド・ターコルー
ヒディエット・ターコルー（Hidayet "Hedo" Türkoğlu、[hid̪aːˈjet̪ ˈt̪yɾkoːɫu] 1979年3月19日 - ）は、トルコの元プロバスケットボール選手。マルマラ地方イスタンブール県イスタンブール出身。ポジションはスモールフォワード、パワーフォワード。身長208cm、体重100kg。NBAのオーランド・マジックなど7チームで15シーズンに亘って活躍した。

## 経歴

### 生い立ち
ユーゴスラビアからの移民の子として生まれたターコルーは、10歳の頃にバスケットを始めるとすぐに頭角を現し、中学校と高校でチームを全国大会優勝に導いた。1997年にはプロリーグのエフェス・ピルセンと契約し、18歳でプロデビューを果たした。同チームでは4シーズンプレイし、8.3得点3.9リバウンド、スリーポイントシュート成功率は40.9%を記録した。2000年のユーロリーグではチームをベスト4に導く働きをし、トーナメントベスト5にトルコ人としては歴代最年少で選ばれた。

### NBA

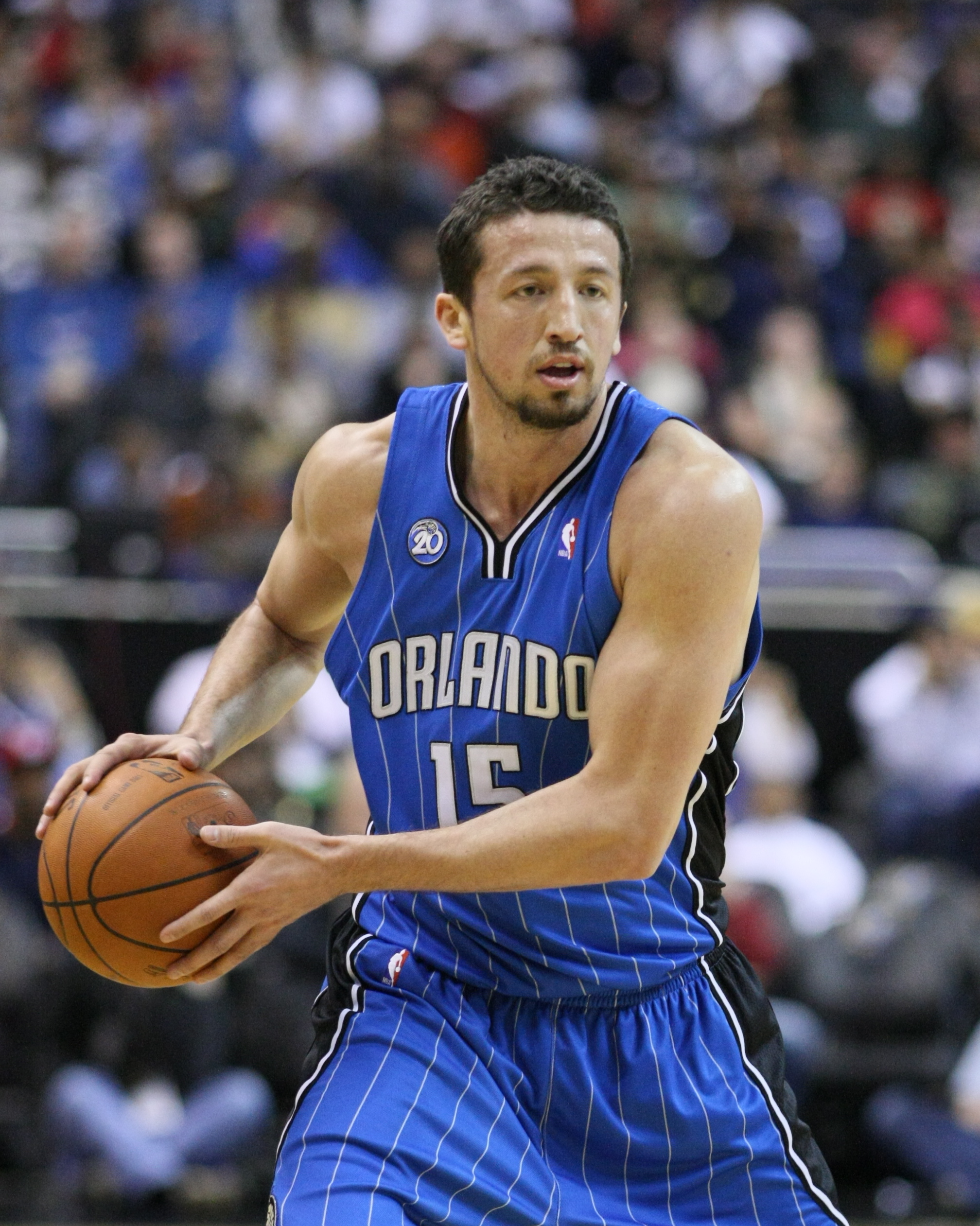
2008年、vsウィザーズ戦にて

NBA入りを決意したターコルーは、2000年のNBAドラフトにエントリーし、トルコ人歴代最高位である1巡目16位指名を受けてでサクラメント・キングスに入団した。ルーキーイヤーとなった2000-01シーズンは74試合に出場、平均5.3得点の成績でオールルーキーセカンドチームに選ばれた。01-02シーズンには大きく成績を伸ばし、10.1得点4.5リバウンドの成績を残す。このシーズンリーグ1位の勝率を収めたキングスをベンチから支えたことが評価され、NBAシックスマン賞の候補にも選ばれた。しかし翌シーズンには怪我と体調不良に苦しんで成績を落とし、このオフに3チームが絡んだトレードに組み込まれ、サンアントニオ・スパーズに移籍した。
スパーズでもシックスマンとしてプレイし、スリーポイントシュート成功率は41.9%を記録した。またシーズン後半にはマヌ・ジノビリに代わって先発に昇格し、44試合で先発出場を果たした。
オーランド・マジック
03-04シーズン終了後、フリーエージェントとなったターコルーはオーランド・マジックと契約する。マジックではグラント・ヒルの控えとしてプレイし、これまでのキャリア平均を大きく上回る平均14.0得点を記録。翌シーズンにはヒルの故障に伴い先発に昇格し、14.9得点4.3リバウンド、スリーポイント成功率は40.3%を記録した。当時低迷期に入っていたマジックだが、2004年のNBAドラフトで獲得したドワイト・ハワードを中心に再建を計り、06-07シーズンには見事にプレイオフ進出を果たした。ターコルーはこのオフにチームを去ったヒルの代わりに不動の先発SFに定着し、新たに獲得したラシャード・ルイスと共にツインシューターとしてオフェンスの中心を担うことになった。
そして07-08シーズンは、ターコルーにとってもチームにとっても大きな飛躍の年となった。マジックは12シーズンぶりに地区優勝を果たしたが、ターコルーは大黒柱のハワードに勝るとも劣らない活躍を見せた。勝負を決する第4クォーターで、チームはハワードにでもルイスでもなく、ターコルーにボールを預け、ターコルーはチームの期待に応えた。第4クォーターでの平均得点はチームハイ、リーグ全体でも5位だった。個人成績も大きく上昇、19.5得点5.7リバウンド5.0アシスト、スリーポイントシュート成功率40.0%の成績を残し、MIPを受賞した。
翌08-09シーズンにはジャミーア・ネルソンの成長もあってマジックはさらに勝率を伸ばし、59勝23敗を記録。絶好調のチームの一方、前年のMIPターコルーは前季よりも成績を落とし、16.8得点4.8アシストだった。ターコルー自身はやや調子の崩したシーズンだったが、マジックはプレーオフも勝ち抜き、カンファレンス決勝ではクリーブランド・キャバリアーズを破ってついにNBAファイナルに進出する。ファイナルではロサンゼルス・レイカーズと対決したが、1勝4敗の完敗に終わった。
MIP受賞にファイナル進出とマジックでキャリアの絶頂期を迎えつつあったターコルーだが、より高額の契約を望み、シーズン終了後にFAになったのを機会にマジックを去ることになった。一時はポートランド・トレイルブレイザーズへの移籍が決まりかけたが、その後4チーム間のトレードによるトロント・ラプターズへの移籍が決まった。
2010年、12月18日に、3球団（フェニックス・サンズのほか、オーランド・マジック、ワシントン・ウィザーズ）が絡むトレードにより、ジェイソン・リチャードソン、アール・クラークとともに、ビンス・カーター、ミカエル・ピートラス、マルチン・ゴルタット+2011年ドラフト1順目指名権、現金との3対3+のトレードにより、オーランド・マジックへ移籍。
ターコルー自身は、このトレードにより、約2年ぶりに、古巣のマジックに復帰となった。
2013年2月に禁止薬物であるステロイド剤のメテノロンに陽性となり20試合の出場停止処分を受けた。

### 引退
2015年11月13日、引退を表明した。

## トルコ代表
2001年バスケットボール男子欧州選手権では、トルコ男子代表として、平均15.5得点を記録し、銀メダルを獲得した。2009年には、ポーランドで開催された2009年バスケットボール男子欧州選手権で8位、翌年、自国で開催された2010年バスケットボール世界選手権では、米国に敗れたものの、平均 12.3 得点、4.2 リバウンド、3.4 アシストを記録し、銀メダルを獲得した。 2011年、2013年も欧州選手権に出場し、2014年3月に、代表を引退した。

## プレイスタイル
笑顔でクラッチシュートを決める、勝負強さを兼ね備えた長身シューター。大変に器用な選手でボールハンドリングも優れ、ゲームメイクにも長けており、ポイントフォワードとしてチームの指揮を取りながらも、持ち前の勝負強さで積極的にゴールを狙う。決して運動能力のある選手ではないが、独特のリズムによるペネトレイトも得意とし、長身を活かしてパワーフォワードとしてもプレイできる。自分がボールを持つことで才能を発揮する選手のため、自身がゲームメークをしないと調子が出ないという指摘もある。

## NBA個人成績

### レギュラーシーズン
| シーズン | チーム | GP  | GS  | MPG  | FG%  | 3P%  | FT%  | RPG | APG | SPG | BPG | PPG  |
| -------- | ------ | --- | --- | ---- | ---- | ---- | ---- | --- | --- | --- | --- | ---- |
| 2000–01  | SAC    | 74  | 7   | 16.8 | .412 | .326 | .777 | 2.8 | .9  | .7  | .3  | 5.3  |
| 2001–02  | SAC    | 80  | 10  | 24.6 | .422 | .368 | .726 | 4.5 | 2.0 | .7  | .4  | 10.1 |
| 2002–03  | SAC    | 67  | 11  | 17.5 | .422 | .372 | .800 | 2.8 | 1.3 | .4  | .2  | 6.7  |
| 2003–04  | SAS    | 80  | 44  | 25.9 | .406 | .419 | .708 | 4.5 | 1.9 | 1.0 | .4  | 9.2  |
| 2004–05  | ORL    | 67  | 11  | 26.2 | .419 | .380 | .836 | 3.5 | 2.3 | .6  | .3  | 14.0 |
| 2005–06  | ORL    | 78  | 59  | 33.5 | .454 | .403 | .861 | 4.3 | 2.8 | .9  | .3  | 14.9 |
| 2006–07  | ORL    | 73  | 73  | 31.1 | .419 | .388 | .781 | 4.0 | 3.2 | 1.0 | .2  | 13.3 |
| 2007–08  | ORL    | 82* | 82* | 36.9 | .456 | .400 | .829 | 5.7 | 5.0 | .9  | .3  | 19.5 |
| 2008–09  | ORL    | 77  | 77  | 36.6 | .413 | .356 | .807 | 5.3 | 4.9 | .8  | .2  | 16.8 |
| 2009–10  | TOR    | 74  | 69  | 30.7 | .409 | .374 | .774 | 4.6 | 4.1 | .7  | .4  | 11.3 |
| 2010–11  | PHX    | 25  | 16  | 25.2 | .440 | .423 | .722 | 4.0 | 2.3 | .7  | .6  | 9.5  |
| 2010–11  | ORL    | 56  | 56  | 33.9 | .448 | .404 | .667 | 4.6 | 5.1 | 1.0 | .4  | 11.4 |
| 2011–12  | ORL    | 53  | 53  | 31.2 | .415 | .353 | .705 | 3.8 | 4.4 | .8  | .3  | 10.9 |
| 2012–13  | ORL    | 11  | 1   | 17.2 | .264 | .042 | .500 | 2.4 | 2.1 | .6  | .1  | 2.9  |
| 2013–14  | LAC    | 38  | 0   | 10.3 | .385 | .440 | .500 | 2.3 | .9  | .5  | .3  | 3.0  |
| 2014–15  | LAC    | 62  | 2   | 11.4 | .441 | .432 | .545 | 1.6 | .6  | .3  | .1  | 3.7  |
| 通算     | 通算   | 997 | 571 | 26.8 | .426 | .384 | .784 | 4.0 | 2.8 | .8  | .3  | 11.1 |

### プレーオフ
| シーズン | チーム | GP  | GS | MPG  | FG%  | 3P%  | FT%   | RPG | APG | SPG | BPG | PPG  |
| -------- | ------ | --- | -- | ---- | ---- | ---- | ----- | --- | --- | --- | --- | ---- |
| 2001     | SAC    | 8   | 0  | 17.6 | .435 | .571 | 1.000 | 3.5 | 1.4 | .4  | .1  | 7.5  |
| 2002     | SAC    | 16  | 8  | 27.7 | .401 | .353 | .516  | 5.2 | 1.4 | .4  | .6  | 8.6  |
| 2003     | SAC    | 10  | 5  | 17.4 | .360 | .286 | .722  | 2.9 | 1.4 | 1.2 | .5  | 5.3  |
| 2004     | SAS    | 10  | 10 | 27.1 | .321 | .333 | .611  | 4.5 | 1.5 | .9  | .1  | 7.7  |
| 2007     | ORL    | 4   | 4  | 39.0 | .500 | .333 | .500  | 3.3 | 3.5 | 1.3 | 1.0 | 13.8 |
| 2008     | ORL    | 10  | 10 | 39.9 | .447 | .286 | .848  | 6.4 | 5.5 | .8  | .2  | 17.5 |
| 2009     | ORL    | 24  | 24 | 38.9 | .427 | .386 | .817  | 4.5 | 4.8 | .8  | .2  | 15.8 |
| 2011     | ORL    | 6   | 6  | 34.8 | .294 | .233 | .571  | 3.2 | 3.7 | 1.3 | .2  | 9.2  |
| 2012     | ORL    | 5   | 5  | 32.4 | .366 | .417 | .636  | 2.8 | 2.4 | 1.0 | .8  | 8.4  |
| 2014     | LAC    | 5   | 0  | 8.2  | .462 | .400 | ---   | 1.0 | .2  | .6  | .0  | 3.2  |
| 2015     | LAC    | 11  | 0  | 5.0  | .235 | .154 | ---   | .6  | .4  | .4  | .1  | .9   |
| 通算     | 通算   | 109 | 72 | 27.4 | .403 | .341 | .751  | 3.8 | 2.6 | .7  | .3  | 9.7  |